# Platnickina kijabei
Platnickina kijabei là một loài nhện trong họ Theridiidae.
Loài này thuộc chi Platnickina. Platnickina kijabei được Lucien Berland miêu tả năm 1920.